# 劉易斯頓 (密歇根州)
劉易斯頓（英語：Lewiston）是位於美國密歇根州蒙莫朗西縣艾伯特鎮區的一個普查規定居民點。

## 人口
根據2020年美國人口普查的數據，劉易斯頓的面積為10.66平方千米，當中陸地面積為7.34平方千米，而水域面積為3.32平方千米。當地共有人口996人，而人口密度為每平方千米93.43人。